# Морская малоротая корюшка
Морская малоротая корюшка (лат. Hypomesus japonicus) — вид морских лучепёрых рыб из семейства корюшковых (Osmeridae), наиболее крупный представитель рода Hypomesus.

## Описание
Максимальная длина тела 25 см, масса — 158 г, максимальная продолжительность жизни 8 лет.
Тело веретенообразной формы, спина тёмная, а бока и брюхо — серебристые. Маленький верхний рот (нижняя челюсть выдаётся вперёд) с очень мелкими зубами. Верхняя челюсть короткая, не доходит до вертикали середины глаза.
Спинной плавник короткий с 2—3 неветвистыми и 8—10 мягкими ветвистыми лучами, расположен в середине тела. Брюшные плавники с 1 жёстким и 7 мягкими лучами, расположены на уровне спинного плавника. В анальном плавнике 3 жёстких и 11—14 мягких ветвистых лучей. Хвостовой плавник сильновыемчатый. Имеется жировой плавник. Боковая линия неполная с 9—14 чешуйками. Небольшое количество пилорических придатков (4—8).

## Биология
Морские стайные рыбы, обитающие в прибрежье, заходят в опреснённые бухты, эстуарии и солоноватоводные озёра.

## Питание
В рацион молоди и взрослых особей входят веслоногие ракообразные, кумовые  раки, мизиды, каланиды, ветвистоусые раки. Помимо зоопланктонных организмов малоротые корюшки питаются бентосными организмами, например, бокоплавами и полихетами. По мере роста увеличиваются размеры жертв. Взрослые особи могут потреблять икру и личинок рыб. В преднерестовый и нерестовый периоды морские малоротые корюшки практически прекращают питаться.

## Размножение
Половой зрелости достигают в возрасте 1—2 лет. Нерестятся до 3 раз в течение жизни. В южной части ареала нерестятся в апреле—мае, а в северной — в июне. Нерест происходит у берегов в зоне прибоя на опреснённых участках, могут нереститься в солоноватоводных озёрах. Икра клейкая, откладывается на песчаный грунт или водоросли (ламинария) и морскую траву. Плодовитость от 8,5 до 35 тыс. икринок.

## Ареал
Эндемик северо-западной части Тихого океана. Встречается от прибрежья северной Кореи и острова Хонсю до Камчатки. Обычна в заливе Петра Великого, на Сахалине и южных Курильских островах.
Обнаружена также в северной части Охотского моря.